# Walter Kempowski
Walter Kempowski (født 29. april 1929, død 5. oktober 2007) var en tysk forfatter, der var blandt de mest læste i sit hjemland som tyskernes nyere historie. Hans store projekt, Tyske krøniker, omfattede en serie romaner, til dels selvbiografiske, der netop behandler livet i nationen under nazismen og i efterkrigstiden.
Walter Kempowski blev i slutningen af anden verdenskrig indrulleret i Hitlerjugend og blev derigennem inddraget i de sidste kamphandlinger. Efter krigen kom han til at arbejde på et forlag i Hamburg, og under et besøg hos sin mor i fødebyen Rostock blev han arresteret af for ulovlig politisk aktivitet. Han kom derpå til at sidde i fængsel i otte år, inden han kunne vende tilbage til Vesttyskland og udgive sin første bog baseret på sine oplevelser i fængslet, Im Block (1969).
Det store gennembrud kom med romanen Tadellöser & Wolff (1971), der indledte serien Tyske krøniker (dog senere betegnet som nummer tre i serien). Tadellöser & Wolff. Ein bürgerlicher Roman er en fænomenologisk beskrivelse af borgerskabet i Rostock i årene 1938-45.  Den er i et stort omfang selvbiografisk og kan sammenlignes med et fotoalbum med over 1000 fotos, alle taget af en 8-15 årig dreng. De gengives – uden forklarende og moraliserende kommentarer – præcist og knivskarpt, mens bogens forfatter gemmer sig bag en raffineret opsat collage af billederne og skjult af citater fra litteratur, fra samtidens film, aviser, radioudsendelser, reklamer, slagere, ns-propaganda etc.[kilde mangler]
Walter Kempowskis  store projekt mod slutningen af livet var Echolot (dansk: Ekkolod), der bestod af autentisk materiale fra almindelige tyskere under krigen (dagbogsoptegnelser, breve etc.).